# Moulins Yzeure Foot 03 Auvergne
 (juillet 2025).
Actualités
Le Moulins Yzeure Foot 03 est un club de football français fondé en 2016 par l’initiative des villes de Moulins et d’Yzeure.
À la suite de la liquidation de son voisin de l'AS Moulins en 2016 et de la volonté de la ville de Moulins d’apporter sa contribution financière à l'équipe fanion de la ville voisine d'Yzeure, le club présente cette équipe fanion sous le nom de Moulins-Yzeure Foot 03 avec un logo sous ce nom et joue alternativement à Yzeure et à Moulins. Le club change officiellement de nom à la suite d'une assemblée générale en mai 2018.
Le président est Pascal Desamais et l'entraîneur est Patrice Degironde

## Histoire

### AS Yzeure
Le club, créé le 28 février 1938, monte en championnat régional en 1973, puis en 1980, en promotion d'honneur. En 1989, il monte en division d'honneur régionale puis en 1997 en division supérieure régionale. En 1998, il monte en division d'honneur.
En 2001, le club devient champion d'Auvergne et accède en CFA2. L'année suivante, il atteint la finale de la coupe de France, match perdu face au Paris Saint-Germain, mais est relégué en Division d'honneur. En 2003, il obtient un nouveau titre de champion d'Auvergne et accède de nouveau en CFA2. L'année suivante, il est champion de CFA2 et obtient son accession en championnat de France Amateurs (CFA). Il continue sa progression en terminant premier de CFA lors de la saison 2005-2006 et accède au National. Championnat qu'il quittera après une triste 20ème place.
En 2014, le club atteint les seizièmes de finale de la coupe de France contre Olympique lyonnais et perd trois à un.
En 2015, le club atteint de nouveau ce tour des seizièmes, sortant lors de ce tour Valenciennes par une victoire deux buts à zéro. Pour la première fois de son histoire, le club atteint pour les huitièmes de finale où il affronte Guingamp, vainqueur de la Coupe de France en 2014. Yzeure s'incline trois buts à un après prolongation, malgré l'ouverture du score à la 62e minute et l'égalisation de l'attaquant guingampais Mandanne quelques secondes avant la fin des quatre minutes de temps additionnel.
À l'été 2016, à la suite de la liquidation de l'AS Moulins, la ville de Moulins propose d'apporter une subvention à l'équipe fanion de la ville voisine d'Yzeure, à la condition que celle-ci soit rebaptisée « commercialement » (en l'absence de la modification des statuts du club, celui-ci reste officiellement appelé AS Yzeure 03 Auvergne), que les rencontres soient réparties équitablement sur les terrains de deux villes et que la tenue de l'équipe adopte la couleur bleu du blason de la ville de Moulins,. Six joueurs de l'effectif CFA de l'AS Moulins migrent également du côté de l'AS Yzeure. L'essentiel des ex-dirigeants et éducateurs de l'AS Moulins ne souhaitant pas s'inscrire dans un projet de rapprochement avec l'AS Yzeure, ils fondent alors l'Académie sportive Moulins Football.
Un logo spécifique à l'équipe fanion est créé et est imprimé sur le maillot de l'équipe aux côtés du logo de l'AS Yzeure 03 Auvergne.

### Moulins-Yzeure Foot

Logo du Moulins-Yzeure Foot 03.

Lors de la saison 2016-2017, le Moulins-Yzeure Foot a terminé 11e du groupe C du championnat de CFA. En coupe de France, elle est éliminée au 7e tour par Hauts Lyonnais.
Lors de la saison 2017-2018, en Coupe de France, Moulins-Yzeure a éliminé le Clermont Foot 63 au 7e tour, par un but marqué à la 85e minute par Jordan Millot. C'est la troisième fois en dix années que le club, après 2009 et 2012 (du temps de l'AS Yzeure), sort un club de Ligue 2. Le 2 décembre 2017, Moulins-Yzeure Foot s'impose au huitième tour contre Belfort 3-0 et atteint les 32es de finale de la coupe. Le tirage au sort de la coupe de France pour les trente-deuxièmes de finale a eu lieu lundi 4 décembre à Paris, l'équipe est tombée sur le tenant du titre de la Ligue 1, l'AS Monaco. La réaction du président du club Dominique Ray à la suite du tirage des 32es : « Monaco, c’est sublime. C’est la belle affiche et je pense que ça va ravir tous les amoureux du football dans l’agglo (Yzeure) et c’est ce qui est hyper important dans ce tirage ».
Le 6 janvier 2018, le MYF joue contre l'AS Monaco en trente-deuxièmes de finale de la Coupe de France au stade Hector-Rolland rempli, lors de la première mi-temps le champion de France de Ligue 1 est tenu en échec par les hommes de Stéphane Dief sur le score de deux partout,. Après unel bonne première période le MYF est tombé en deuxième mi-temps contre le club de la principauté avec deux buts en trois minutes de Guido Carrillo et de Fabinho sur un penalty légitime accordé par l'arbitre. La différence entre les deux équipes se sent, le score final est de 5-2, le club auvergnat se dit fière d'avoir affronter Monaco, malgré quelques déceptions au vu de la physionomie de la rencontre. Une centaine de supporteurs du MYF était présent au centre-ville pour regarder le match sur un écran géant. En fin de saison Moulins Yzeure Foot termine sixième au championnat National 2 du groupe B.
Lors de la saison 2018-2019, le club évolue en national 2, le MYF effectue une saison satisfaisante en finissant 4e dont l'objectif principal était de finir en milieu de tableau.

## Personnalités du club

### Entraîneurs
- Nicolas Dupuis : 1996-2017
- Stéphane Dief : 2017-avril 2023
- Patrice Degironde : depuis avril 2023

### Président
- Pascal Désamais[23]
- Richard Rullaud

## Palmarès
- Division d'Honneur Auvergne (2) :
  - Champion : 2001, 2003
- CFA 2 (1) :
  - Champion : 2004
- CFA (1) :
  - Champion groupe C : 2006

### Parcours coupe de France
- 2014 : éliminé en 16es de finale par l'Olympique Lyonnais
- 2015 : éliminé en 8es de finale par EA Guingamp
- 2016 : éliminé au 6e tour par l'AS Moulins
- 2017 : éliminé au 7e tour par Hauts-Lyonnais
- 2018 : éliminé en 32es de finale par l'AS Monaco
- 2019 : éliminé au 4e tour par Volvic[24]

### Bilan du club par saison (AS Yzeure)
| Saison    | Division        | Classement | Points | J  | V  | N  | D  | Coupe de France                                    | Sources |
| --------- | --------------- | ---------- | ------ | -- | -- | -- | -- | -------------------------------------------------- | ------- |
| 2010-2011 | CFA groupe D    | 6e/17      | 76     | 32 | 11 | 11 | 10 | ?                                                  |         |
| 2011-2012 | CFA groupe B    | 7e/18      | 77     | 32 | 11 | 12 | 9  | ?                                                  |         |
| 2012-2013 | CFA groupe B    | 10e/18     | 77     | 34 | 11 | 10 | 13 | ?                                                  |         |
| 2013-2014 | CFA groupe B    | 3e/16      | 78     | 30 | 12 | 12 | 6  | éliminé en 16es de finale par l'Olympique Lyonnais |         |
| 2014-2015 | CFA groupe B    | 11e/16     | 64     | 30 | 7  | 13 | 10 | éliminé en 8es de finale par Guingamp              |         |
| 2015-2016 | CFA groupe B    | 11e/16     | 66     | 30 | 8  | 12 | 10 | éliminé au 6e tour par l'AS Moulins                |         |
| 2016-2017 | CFA groupe C    | 11e/15     | 57     | 28 | 6  | 11 | 11 | éliminé au 7e tour par Hauts-Lyonnais              |         |
| 2017-2018 | Nat. 2 groupe B | 6e/16      | 46     | 30 | 13 | 7  | 10 | éliminé en 32es de finale par l'AS Monaco          | [ 25 ]  |
| 2018-2019 | Nat. 2 groupe B | 4e/16      | 47     | 30 | 12 | 11 | 7  | éliminé au 4e tour par Volvic                      | [ 26 ]  |